# Stephen Hunter
Stephen Hunter (ur. 25 marca 1946 w Kansas City) – amerykański powieściopisarz, eseista i krytyk filmowy, laureat Nagrody Pulitzera za krytykę filmową.

## Życiorys
Urodził się w 1946 roku w Kansas City i wychował się w Evanston. W 1968 roku ukończył Medill School of Journalism na Northwestern University, po czym spędził dwa lata w wojsku. Przez 26 lat pisał dla „Baltimore Sun”; w tym okresie był dwukrotnym finalistą Nagrody Pulitzera. Od 1997 roku do przejścia na emeryturę był głównym krytykiem filmowym „The Washington Post”. W 2003 roku został laureatem Nagrody Pulitzera za krytykę filmową. Napisał przeszło dwadzieścia powieści sensacyjnych i opublikował dwa zbiory krytyk filmowych.
W 2007 roku na podstawie powieści Stephena Huntera Point of Impact (tytuł polski Strzelec) nakręcono film pod tytułem Strzelec, a w latach 2016–2018 trzy sezony serialu telewizyjnego Shooter.
Mieszka w Baltimore w stanie Maryland.

## Twórczość

### Powieści o Bobie Lee Swaggerze
- Point of Impact (1993), wyd. polskie Strzelec[6] (2010), tłum. Janusz Ochab, ISBN 978-83-929483-6-0
- Black Light (1996)
- Time to Hunt (1998)
- The 47th Samurai (2007), wyd. polskie 47. samuraj (2010), tłum. Janusz Ochab, ISBN 978-83-929483-8-4
- Night of Thunder (2008)
- I, Sniper (2009)
- Dead Zero (2010)
- The Third Bullet (2013), wyd. polskie Trzecia kula (2013), tłum. Jan Kraśko, ISBN 978-83-7885-773-0
- Sniper's Honor (2014)
- G-Man (2017)
- Game of Snipers (2019)

### Powieści o Earlu Swaggerze
- Black Light (1996)
- Hot Springs (2000)
- Pale Horse Coming (2001)
- Havana (2003)

### Powieści o Rayu Cruzie
- Dead Zero (2010)
- Soft Target (2011)

### Inne powieści
- The Master Sniper (1980)
- The Second Saladin (1982)
- Target (1985)
- The Spanish Gambit (1985)
- The Day Before Midnight (1989), wyd. polskie Dzień przed północą (1992), tłum. Tomasz Wyżyński, ISBN 83-900658-1-9
- Dirty White Boys (1994)
- I, Ripper (2015)

### Opowiadania
- Citadel (2015)

### Krytyka filmowa i literatura faktu
- Violent Screen: A Critic's 13 Years on the Front Lines of Movie Mayhem (1996)
- Now Playing at the Valencia: Pulitzer Prize-Winning Essays on Movies (2005)
- American Gunfight: The Plot to Kill Harry Truman and the Shoot-out that Stopped It (z Johnem Bainbridge'em) (2005)